# Додома
Додома (на английски: Dodoma) е столица на Обединена република Танзания от 2003 година.
Градът се намира в централната част на страната и наброява 213 636 жители (2012 г.), 324 347 души с предградията.
Първоначално малък пазарен град, известен като Идомия, съвременният Додома е основан през 1907 г. от германски колонисти по време на строителството на централната железопътна линия на Танзания. Оформлението следва типичното колониално планиране за онова време с европейски квартал, отделен от родно село. 
През 1967 г., след независимостта, правителството покани канадската фирма Project Planning Associates Ltd да изготви генерален план, който да подпомогне контрола и организирането на тогавашната столица на страната, Дар ес Салам, която претърпя бърза урбанизация и нарастване на населението. Планът е отменен през 1972 г., отчасти поради неспособността му да реши адекватно историческите и социалните проблеми, свързани с града. 
През 1974 г., след национален партиен референдум, правителството на Танзания обяви, че столицата ще бъде преместена от Дар ес Салам на по-централно място, за да създаде значителни социални и икономически подобрения в централния регион и да централизира столицата в страната. Цената беше оценена на 186 милиона паунда и се очакваше да отнеме 10 години. Мястото, районът Додома, беше разглеждано като потенциална нова столица още през 1915 г. от тогавашната колониална сила Германия, през 1932 г. от британците като мандат на Лигата на нациите и отново в Националното събрание след независимостта през 1961 г. 1966g.
С вече създаден град на голямо кръстовище, регионът Додома имаше приятен климат, място за развитие  и се намираше в географския център на нацията. Местоположението му в селска среда се разглежда като сърцевина на уджамаа и следователно е подходяща за столица на уджамаа, която може да вижда и да се учи от съседните села и да поддържа близки отношения със земята. 
Нова столица се разглежда като по-икономически жизнеспособна алтернатива от опита за реорганизация и преструктуриране на Дар ес Салам и е идеализирана като начин за отклоняване на развитието от продължаващата концентрация в един -единствен крайбрежен град, който се разглежда като анатема на целта на правителството за социалистическо единство и развитие. Целите на новата столица включват: градът да се превърне в символ на социалните и културни ценности и стремежи на Танзания; функцията на столицата да бъде допълнена от индустриално-търговско развитие; и че грешките и характеристиките на колониалното планиране и съвременните големи градове, като прекомерната гъстота на населението, замърсяването и задръстванията, трябва да бъдат избягвани.
Органът за капиталово развитие (CDA) покани три международни фирми да представят предложения за най-доброто местоположение и изготвяне на генерален план: Project Planning Associates Ltd., Канада; Doxiadis Associates International, Гърция (който е работил върху новата столица на Пакистан Исламабад); и Асоциация на инженерни консултантски фирми, Япония. Четвърта фирма от Германия подаде предложение без покана. Победителят, определен от CDA заедно с независими американски консултанти, беше Project Planning Associates, същите тези канадски консултанти, чийто план за Дар ес Салам се смяташе за неадекватен и не отговаря достатъчно на местните условия и нужди за най-големия град в Танзания. Техният план предвижда град от 400 000 души до 2000 г. и 1,3 милиона до 2020 г. Официалната столица от 1996 г. насам Додома се смяташе за първата немонументална столица, за разлика от монументалността и йерархията на други планирани столици като Абуджа, Бразилия и Вашингтон. Той отхвърля геометричните форми като решетка и радиални планове като неподходящи, тъй като градската форма е предназначена да се вълни и извива със съществуващата топография, а не в конфликт с нея, за да запази усещането си за селски уджамаа. Както подобава на развитието на Танзания по онова време, колата се разглежда като второстепенна по значение за обществения транспорт, като автобуси, които тогава са били използвани от голяма част от населението. През 1974 г. Додома е с население от 40 000 души и е избрано за място на новата столица, за разлика от близките Хомболо или Ихумва. Съществуващият брой на населението не се разглежда като пречка, докато съществуващата инфраструктура би намалила разходите за строителство. Градът, проектиран над 2500 акра (1000 хектара), е трябвало да бъде „главното село в нация от села“, построен в човешки мащаби, предназначен да се преживее пеша. Неговите основни принципи следват модела на градинския град, разположен сред градина със зелени пояси, разделящи обособени зони за жителите и индустрията. Като част от хода на правителството беше предвиден капитолийски комплекс, а проектите от международни екипи предложиха конкурентни визии и версии за местоположението и оформлението на капитолийски комплекс. Тези конкурентни предложения, някои платени от чуждестранни правителства като форма на помощ, а други от участващите фирми, бяха представени още през 1978 г. Въпреки това едва през 2006 г. китайското правителство достави завършена сграда на парламента в Додома. Окончателното местоположение на парламента не беше на първоначалното си предвидено място в генералния план, като мястото сега се разработва като място за университет.
Тъй като голяма част от първоначалния дизайн така и не се осъществи през последните 40 години, правителствените служби и посолствата се противопоставиха на преместването на офиси в Додома. В резултат на това много държавни служби остават в Дар ес Салам, който остава търговска и фактическа столица на Танзания. Додома е замислен като проект за изграждане на нация за утвърждаване на нова идентичност и посока на независимост след колониалната независимост в Танзания и е подобен на проекти в Нигерия (Абуджа), Ботсвана (Габороне), Малави (Лилонгве) и Мавритания (Нуакшот).
Образование-
Университети- В Додома има няколко университета, два от които включват Университета Сейнт Джонс в Танзания, собственост на Англиканската църква в Танзания, и Университета в Додома, с около 35 000 студенти. И двата университета са открити през 2007 г. Освен това има университет Мипанго и CBE.Англиканската църква управлява единственото международно училище в Додома, Канон Андерея Млака училище("КАМУ"). КАМУ, създадена през 1950 г., осигурява образование на деца от детска ясла до Форма 4. Образованието се основава на националната учебна програма по английски език и училището предлага на учениците възможността да се явят на изпити по IGCSE. Приблизително 280 ученици се обучават в училището.
География-
Разположен в центъра на страната, градът е на 453 километра (281 мили) западно от бившата столица в Дар ес Салам и на 441 километра (274 мили) южно от Аруша, централата на Източноафриканската общност. Той също е на 259 километра (161 мили) северно от Иринга през Мтера. Той обхваща площ от 2669 квадратни километра (1031 квадратни мили), от които 625 квадратни километра (241 квадратни мили) са урбанизирани.
```
Демография
```

От общото население 199 487 души (48,5 процента) са мъже, докато 211 469 души (51,5 процента) са жени. Средният размер на домакинството е 4,4 души. Римокатолическата църква съобщава, че 19,2% от населението са римокатолици.  Додома е населен от различни етнически групи, тъй като е държавен административен център, въпреки че местните етнически групи са Гого, Ранги и Сандаве. Има и малки индийски малцинства
Побратими градове-
Джайпур, Индия
Банги, Централноафриканска република (ЦАР)
Ватса, Демократична република Конго (ДР Конго)
Линц, Австрия
1. ↑  ((en)) ((de)) Tanzania: Regions and Cities: Cities & Urban Localities, www.citypopulation.de